# Ball Grid Array

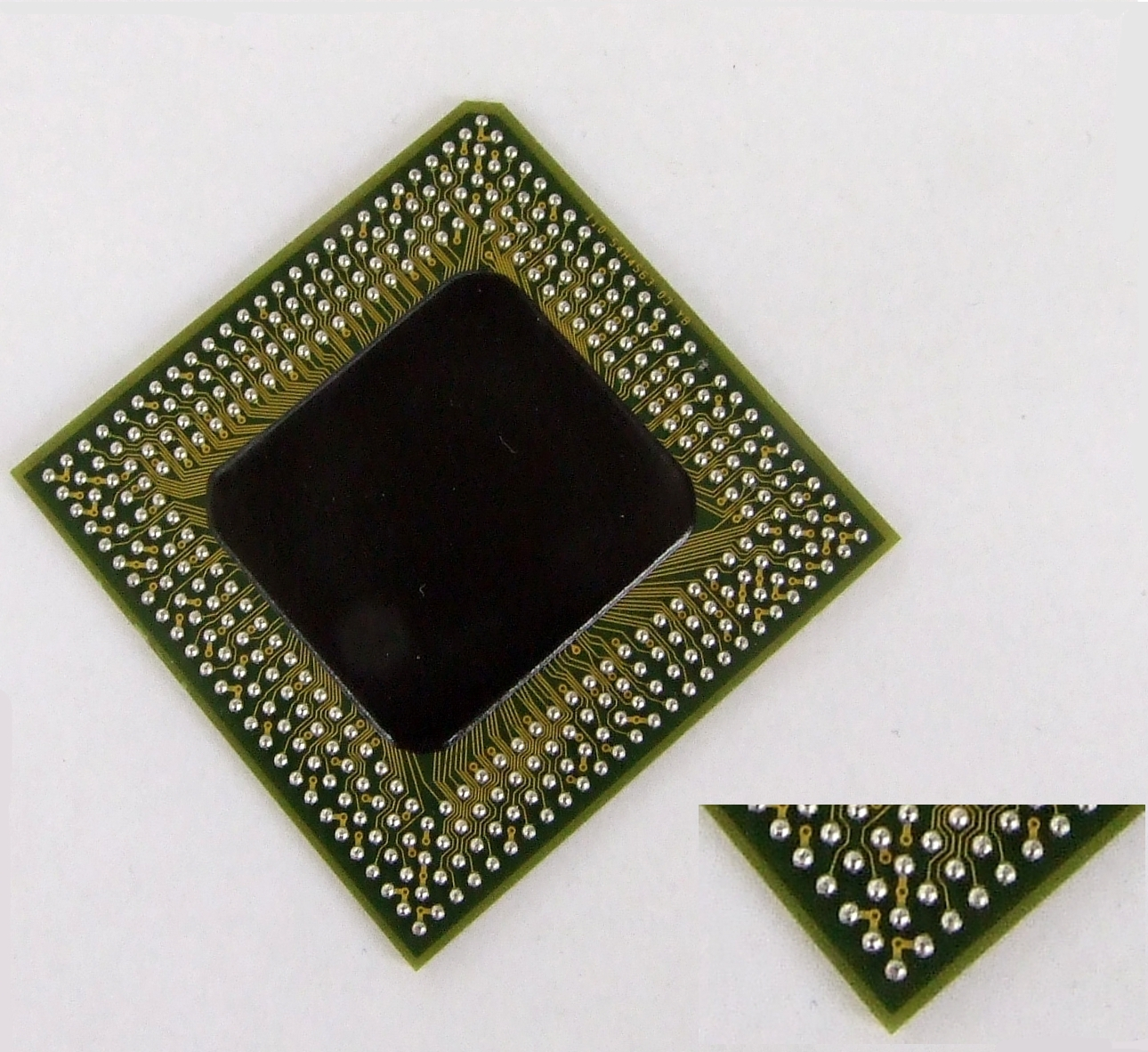
Mikroprocessor med små lödkulor runt kanterna.

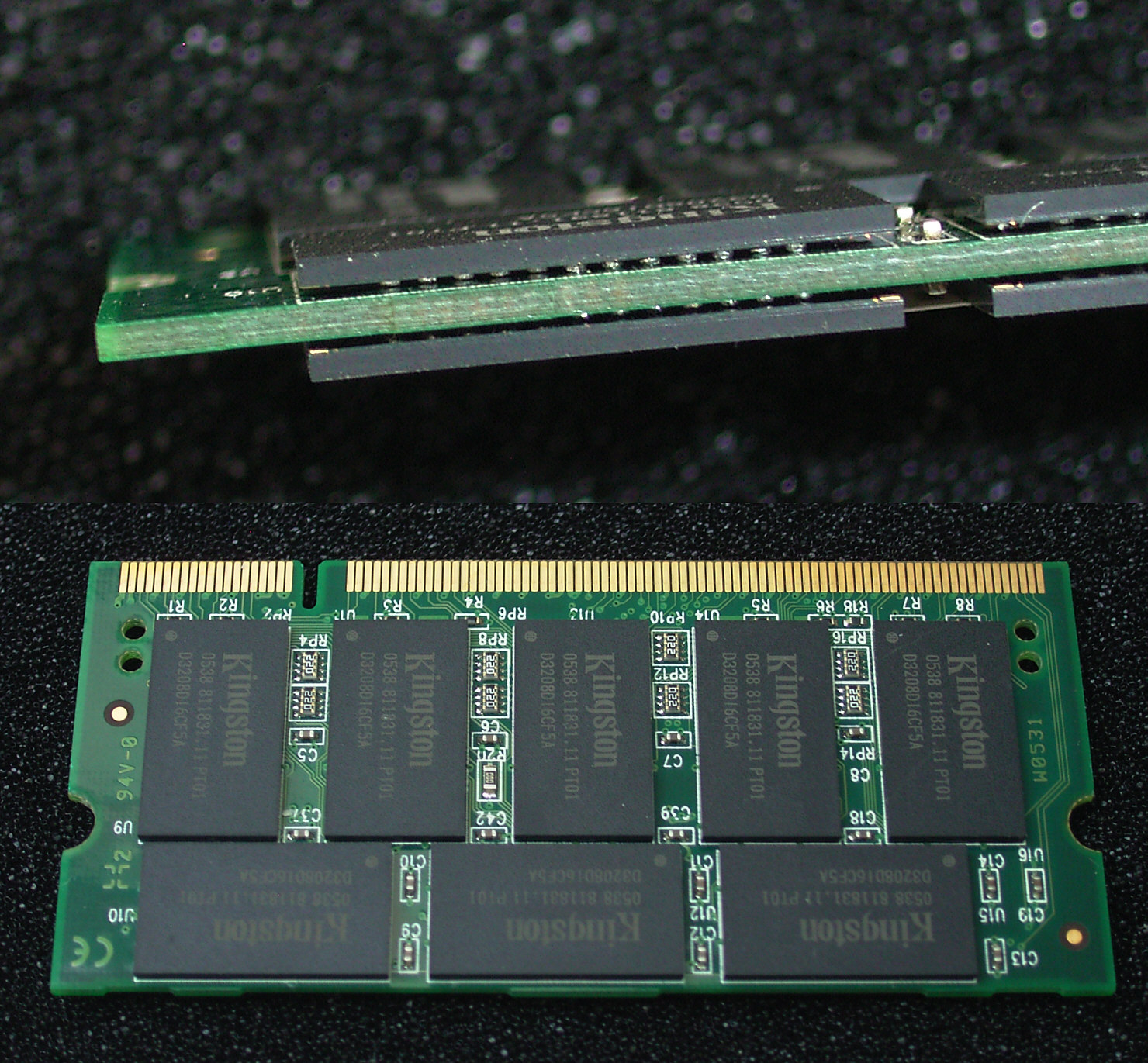
Kretskort med BGA-montering på båda sidorna.

BGA-kapsel i genomskärning.

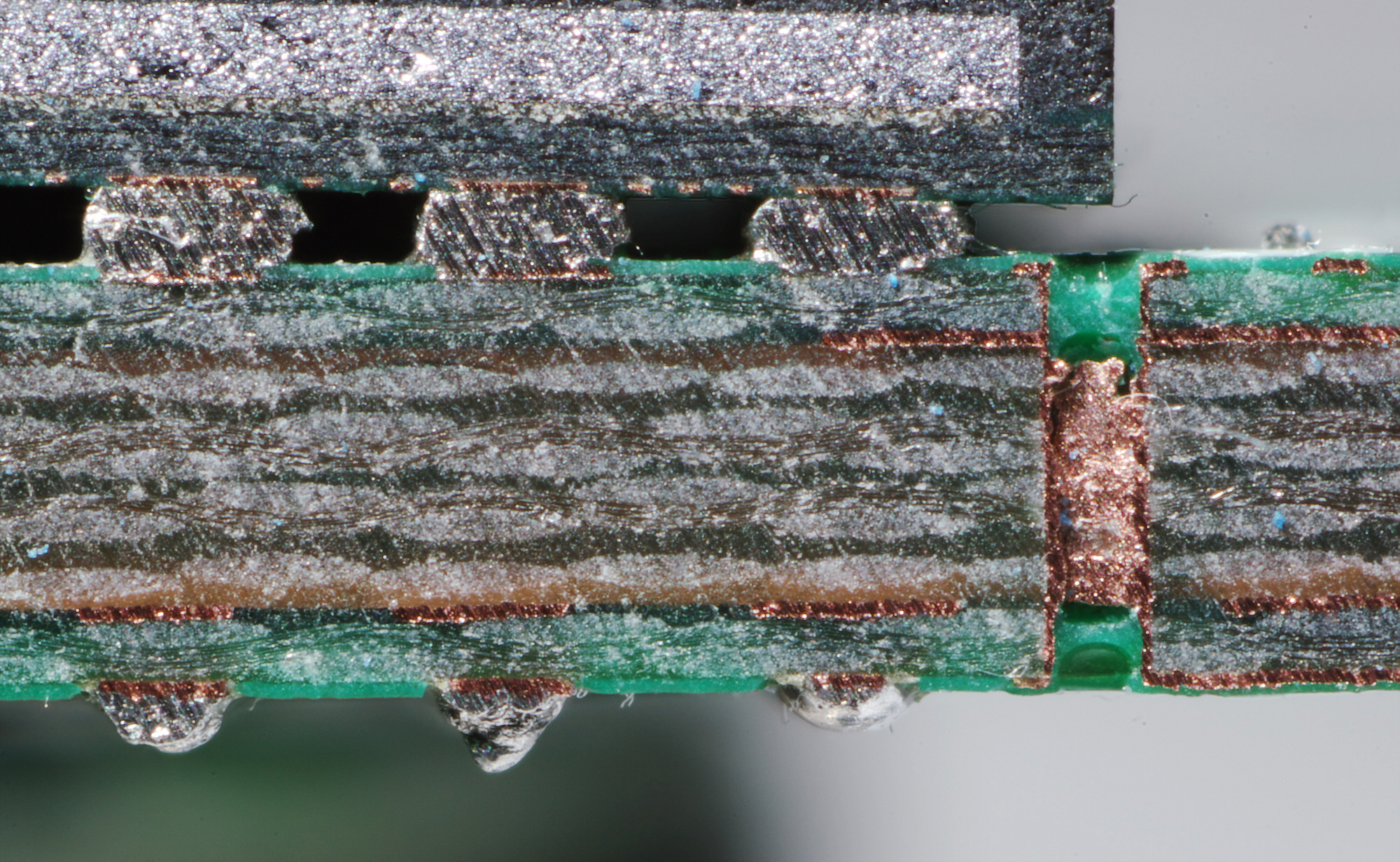
Kretskort med BGA-montering i genomskärning.

BGA (eng. ball grid array, "boll-kulmatris") är en typ av kapsel för integrerade kretsar och tillhörande monteringsmetod.
En BGA-kapsel är försedd med kontakter i form av ett rutnät av små kulor av lödtenn på undersidan, och är därmed att betrakta som en ytmonterad motsvarighet till Pin Grid Array-kapseln. Genom att hela chipsets undersida utnyttjas kan ett stort antal kontakter med kretskortet uppnås, med den nackdelen att en BGA-del är svår att montera och ännu svårare att avlägsna från kortet.
Lödning av en BGA-kapsel sker i en lödugn som smälter alla tennkulor på samma gång och på så vis fäster kretsen vid kortets kontakter. Vid avmontering (för reparationer och dylikt) används varmluft för att åter värma kapseln. Vid denna process kan lödkulorna rinna bort (deballing) och nya måste appliceras (reballing).

## Fördelar
- Många kopplingar på liten yta möjliggör mindre kapslar.
- Lägger sig på plats vid lödning genom lödtennets ytspänning.
- Nära montering vid kortet och därmed bättre värmeavledning.
- Liten impedans tack vare korta anslutningar.
- Säker mot manipulering genom dolda kontakter.

## Nackdelar
- Svårmonterad utan dyr utrustning.
- Svår att avlägsna efter montering.
- Monteringen kan ej kontrolleras okulärt, utan måste ske med hjälp av röntgen eller ultraljud.
- Mekanisk belastning på kretskortet överförs lätt till lödningarna och kapseln.
- Delen kan ej diagnostiseras eftersom anslutningarna ej är åtkomliga för mätinstrument.

## BGA-typer
- BGA – 0,7–1,5 mm avstånd mellan lödpunkterna.
- FBGA – Fine Pitch BGA, (0,5–0,7 mm)
- VFBGA – Very Fine BGA, (< 0,5 mm)
- FCBGA – Flip Chip BGA
- CBGA – Ceramic Ball Grid Array, BGA i keramisk kapsel

## Liknande monteringar
- PGA
- LGA
- CCGA